# Soveria
Soveria je naselje in občina v francoskem departmaju Haute-Corse regije - otoka Korzika. Leta 1999 je naselje imelo 68 prebivalcev.

## Geografija
Kraj leži v severno-osrednjem delu otoka Korzike na robu naravnega regijskega parka Korzike, 62 km jugozahodno od središča Bastie.

## Uprava
Občina Soveria skupaj s sosednjimi občinami Albertacce, Calacuccia, Casamaccioli, Castiglione, Castirla, Corscia, Lozzi, Omessa, Piedigriggio, Popolasca in Prato-di-Giovellina sestavlja kanton Niolu-Omessa s sedežem v Calacuccii. Kanton je sestavni del okrožja Corte.
1. ↑  »Populations légales 2016«. Nacionalni inštitut za statistične in gospodarske raziskave. Pridobljeno 25. aprila 2019.